# Rahul Pandharipande
Rahul Pandharipande (1969) é um matemático português de naturalidade indiana, que trabalha em geometria algébrica (particularmente em geometria enumerativa e espaços moduli). É desde 2011 professor do Instituto Federal de Tecnologia de Zurique (ETH).
Pandharipande estudou matemática na Universidade de Princeton, onde obteve a licenciatura em 1990, com um doutoramento em 1994 na Universidade Harvard, orientado por Joseph Daniel Harris, com a tese A Compactification over the Moduli Space of Stable Curves of the Universal Moduli Space of Slope-Semistable Vector Bundles. De 1994 a 1997 foi Dickson Instructor na Universidade de Chicago, onde foi a partir de 1998 professor associado. Em 2001/2002 foi professor do Instituto de Tecnologia da Califórnia e a partir de 2002 foi professor em Princeton até 2010.
Em 2010/2011 foi professor visitante no Instituto Superior Técnico em Lisboa e em 2011 tornou-se professor do Instituto Federal de Tecnologia de Zurique (ETH), onde se encontra até ao momento (2022).
Recebeu o Clay Research Award de 2013 pelo seu trabalho na conjectura MNOP. A conjectura MNOP foi proposta por Davesh Maulik, Nikita Nekrasov, Andrei Okounkov e Rahul Pandharipande e estabelece uma correspondência entre invariantes de Gromov-Witten e invariantes de Donaldson-Thomas.
Foi palestrante convidado do Congresso Internacional de Matemáticos em Pequim (Three questions in Gromov-Witten theory) e palestrante plenário do Congresso Internacional de Matemáticos no Rio de Janeiro em 2018 (Cohomological Field Theory Calculations).

## Obras
- com Graber: Localization of virtual classes, Inventiones mathematicae, Volume 135, 1999, p. 487–518
- com Okounkov: Gromov-Witten theory, Hurwitz numbers and completed cycles, Annals of Mathematics, Volume 163, 2006, p. 517–560
- com Okounkov: Equivariant Gromov-Witten theory of {\displaystyle P^{1}}, Annals of Mathematics, Volume 163, 2006, p. 561–605
- com Maulik, Nekrasov, Okounkov: Gromov-Witten theory and Donaldson-Thomas theory, Parte 1,2, Compositio Mathematica, Volume 142, 2006, p. 1263–1285, 1286–1304
- com R. Thomas: Curve counting via stable pairs in the derived category, Inventiones mathematicae, Volume 178, 2009, p. 407–447
- com Maulik, A. Oblomkov, Okounkov: Gromov-Witten/Donaldson-Thomas correspondence for toric 3-folds, Inventiones mathematicae, Volume 186, 2011, p. 171–198